# Jacquerie des Pitauds
La jacquerie des Pitauds est une révolte paysanne du XVIe siècle, en Angoumois et en Saintonge et jusqu'à Bordeaux.

## Contexte historique

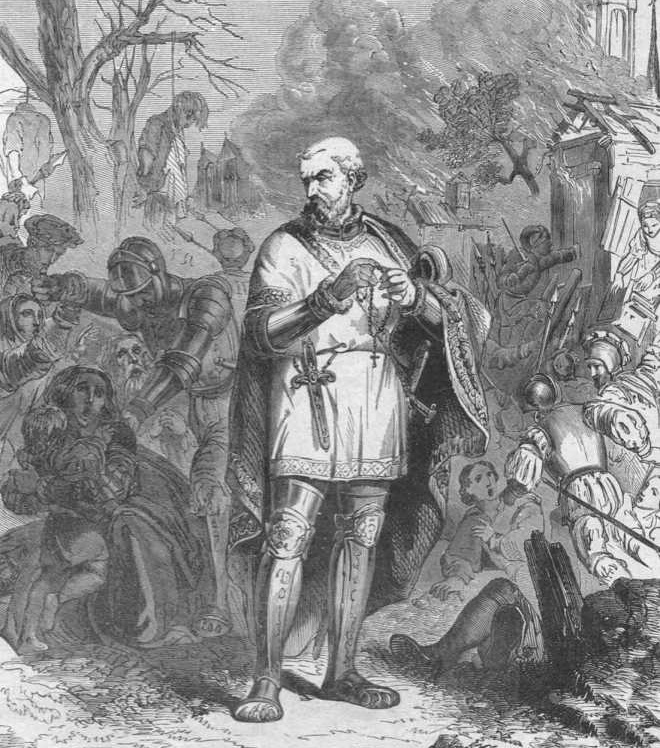
Répression de la révolte des Pitauds par Anne de Montmorency (gravure de 1875).

Par l’édit de Châtellerault de 1541, la gabelle est étendue à l’Angoumois et à la Saintonge (par volonté de centralisation royale). L’achat dans les greniers de sel est obligatoire (sel taxé). Des officiers de la gabelle sont chargés de réprimer les échanges illicites de sel. Or ces provinces sont des régions de marais salants où le sel s'échangeait librement. La contrebande (faux-saunage) s’installe rapidement, surtout depuis les révoltes de Marennes et de La Rochelle, de 1542, la répression effectuée par les chevaucheurs du sel est mal supportée par la population.

## Les émeutes
En mai 1548, des troubles éclatent à Barbezieux et les gabeleurs y sont menacés. Les responsables des troubles sont arrêtés et emmenés dans la prison de Châteauneuf. Très vite, des paysans affluent sur la localité pour libérer leurs compagnons. Sur base paroissiale, l'insurrection prend très vite en Angoumois et se répand rapidement en Saintonge à l'été 1548. L’insurrection dite « des Pitauds » se répand, et compte jusqu'à 20 000 hommes, conduits par le bourgeois Bois-Menier et par Antoine Bouchard, seigneur de Puymoreau, ils sont également rejoints par des prêtres. Des châteaux sont pillés et des gabeleurs sont tués, ces derniers sont la cible prioritaire des rebelles. Bordeaux est contaminé par la révolte où 20 officiers gabeleurs sont tués, ainsi que le lieutenant du gouverneur, le 21 août 1548.

## Causes du mécontentement
Les revendications des Pitauds sont exprimées dans un document signé daté du 12 août 1548 et destiné à Henri II. On y retrouve une plainte contre l'augmentation de la pression fiscale, contre la gabelle et contre la multiplication du nombre d'officiers royaux, leur malhonnêteté et leur corruption sont notamment pointées par le texte. Ce document démontre dès lors que la fureur des Pitauds n'est pas tournée contre le roi lui-même mais contre le renforcement de l'Etat moderne.

## La répression
Le roi Henri II bloque Bordeaux et commence la répression. La ville perd ses privilèges, est désarmée, doit verser une amende, voit son parlement suspendu, 140 personnes sont condamnées à mort. La répression s’effectue ensuite dans la campagne où l’on pend les meneurs : ni les prêtres, ni les gentilshommes ne sont épargnés.

## Conséquences
La gabelle est finalement supprimée dans ces provinces en juin 1549, les provinces deviennent des pays rédimés et le roi accorde une amnistie générale.